# Karma (Mike-Singer-Lied)
Karma ist ein Lied des deutschen Popsängers Mike Singer aus dem Jahr 2016.

## Entstehung und Veröffentlichung
Geschrieben wurde das Lied von Joshua Allery (Miksu), Jan Bednorz (Phil the Beat), Thomas Petermann, Farzad Rahnavard, Philip Schreiner und Melvyn Wiredu. Alle Autoren waren dabei sowohl für die Musik als auch für den Text verantwortlich, lediglich Miksu war nur an der Komposition beteiligt. Die Produktion erfolgte durch Miksu und Phil the Beat.
Die Erstveröffentlichung von Karma erfolgte als Single am 18. September 2016 bei Warner Music. Diese erschien als digitale 2-Track-Single zum Download und Streaming mit zwei Remixversionen. Am 24. Februar 2017 erschien das Lied als Teil von Singers zweiten gleichnamigen Studioalbums (Katalognummer: 5054197-4562-2-0), dessen erste Singleauskopplung es ist.

## Inhalt
Der Liedtext handelt von einem männlichen lyrischen Ich, dass sich von seinem Gegenüber ungerecht behandelt fühlt und merkt an, dass einseitige Liebe immer scheitere und verspricht ihm, dass Karma komme.

„Denn glaub mir, es kommt Karma! Karma!

Glaub mir, es kommt Karma! Karma!

Glaub mir, es kommt Karma!

Warum bist du so zu mir? (Zu mir).“

## Musikvideo
Das Musikvideo zu Karma entstand unter der Regie von Nicolas Ewert und Maksymilian Somogyi und zählte bis Oktober 2024 über 18 Millionen Aufrufe auf der Videoplattform YouTube.

## Chartplatzierungen
| ChartsChartplatzierungen | Höchstplatzierung | Wochen |
| ------------------------ | ----------------- | ------ |
| Deutschland (GfK)        | 73 (1 Wo.)        | 1      |
| Österreich (Ö3)          | 64 (1 Wo.)        | 1      |